# Mihajlo Pupin
Mihajlo Idvorski Pupin (Idvor, 4. listopada 1858. – New York, 12. ožujka 1935.) bio je srpski i američki znanstvenik, izumitelj, profesor na Sveučilištu Columbia, nositelj jugoslavenskog odlikovanja Bijeli orao prvog reda i počasni konzul Srbije u SAD-u. Suosnivač je i dugogodišnji predsjednik Srpskog narodnog saveza u Americi. Dobitnik je i Pulitzerove nagrade 1924. godine za autobiografsko djelo "S pašnjaka do znanstvenika" (engl. From immigrant to inventor).

## Životopis
Mihajlo Pupin je rođen 4. listopada 1858. godine u selu Idvor (danas u općini Kovačica) u Banatu, tadašnje Austrijsko Carstvo. Sin je oca Konstantina i majke Olimpijade, koji su imali desetoro djece. Nakon odlaska u Ameriku, promijenio je svoje ime u Mihajlo Idvorski Pupin (en. Michael Idvorsky Pupin), čime je naglasio svoje podrijetlo. 1888. godine oženio se Amerikankom Sarom Catharinom Jackson iz New Yorka, s kojom je imao kćer Barbaru. Brak je trajao svega osam godina, jer mu je supruga preminula od upale pluća. Čitav život pamtio je majčine riječi, koje je naveo i u autobiografskom djelu:

## Obrazovanje
Osnovno obrazovanje stekao je prvo u rodnom mjestu, u Srpskoj vjeroispovednoj osnovnoj školi, a zatim i u Njemačkoj osnovnoj školi u Perlezu. Srednju školu upisao je 1871. godine u Pančevu. Već se tada primjećivalo da je darovit i talentiran. Zbog odličnog učenja dodijeljena mu je i stipendija. 
Zbog njegove aktivnosti u pokretu Omladine srpske, koja se tada sukobljavala s austro-ugarskom policijom, morao je napustiti Pančevo. Godine 1872. odlazi u Prag, gdje je nastavio šesti razred i prvi semestar sedmog razreda.
Nakon očeve iznenadne smrti u ožujku 1874. godine, u svojoj dvadesetoj godini života, odlučuje prekinuti školovanje u Pragu zbog financijskih teškoća, te odlazi u Ameriku.

### Studij u Americi
U SAD-u je sljedećih pet godina radio kao fizički radnik i paralelno učio engleski, grčki i latinski jezik. Nakon tri godine pohađanja večernjih tečajeva, u jesen 1879. godine položio je prijamni ispit i upisao studij na Columbiji u New Yorku. Na studiju je bio oslobođen plaćanja školarine jer je bio uzoran student, a na kraju prve godine dobio je dvije novčane nagrade - za uspjeh iz grčkog jezika i matematike. Tijekom školovanja uglavnom se uzdržavao držanjem privatnih satova i radeći fizički teške poslove.
Studij je završio 1883. godine s izvrsnim uspjehom iz matematike i fizike, pri čemu je primio diplomu prvog akademskog stupnja. Potom se vratio u Europu, i to najprije u Veliku Britaniju (1883.—1885.) gdje je nastavio školovanje na Cambridgeu zahvaljujući dobivenoj stipendiji za studij matematike i fizike. Nakon školovanja u Cambridgeu, Pupin je studij eksperimentalne fizike započeo na Sveučilištu u Berlinu 1885. godine kod čuvenog profesora Hermanna von Helmholza, nakon čega je 1889. godine obranio doktorsku disertaciju iz područja fizičke kemije, na temu: "Osmotski pritisak i njegov odnos prema slobodnoj energiji".
Tijekom boravka u Berlinu, 1887. godine, održana je čuvena sjednica Društva za fiziku na kojoj je prvi put objavljeno povijesno Hertzovo otkriće oscilatora i dipola koji emitira elektromagnetske valove. Sjednicom je predsjedavao von Helmholz, tadašnji Pupinov mentor. Pupinov suvremenik je također bio i znameniti znanstvenik Kirchoff, zaslužan za otkriće dva osnovna elektrotehnička zakona (Prvo i drugo Kirchoffovo pravilo), a koji je živio i radio u Berlinu. Još tijekom prve godine studija Pupin je pohađao Helmholzova predavanja iz eksperimentalne fizike, zatim predavanja o teoriji elektriciteta i magnetizma kod Kirchoffa i izvodio praktične radove u laboratoriju pod Helmholzovim i Kuntovim rukovodstvom, profesorima koji su u to vrijeme bili izvanredan znanstveni kadar.
Pupin je započeo svoju karijeru učitelja na Sveučilištu Columbia 1889. godine, gdje je radio punih četrdeset godina (do 1929.) Postao je redoviti profesor 1901. godine. Njegov položaj profesora teorijske elektrotehnike usmjerio je njegovo zanimanje na proučavanje elektromagnetskih fenomena. Električna rezonancija, kao predmet izučavanja, privukla je Pupinovu pozornost 1892. Kao rezultat toga, Pupin je pronašao električno strujno kolo s podešavanjem u rezonanciju, koji je našao primjenu u radio-vezama. Ovaj patent je kasnije prodao kompaniji Markoni.
1896. godine, nakon što je Rendgen 1895. objavio svoj pronalazak X-zraka, Pupin je otkrio sekundarne rendgenske radijacije, a ubrzo nakon toga razvio je brzu metodu rendgenskog snimanja koja se sastoji u tome što se između objekta koji se snima i fotografske ploče, umeće fluorescentni ekran, čime je skraćeno vrijeme ekspozicije s trajanja od oko jednog sata na svega nekoliko sekundi. Ta metoda je našla široku primjenu i još uvijek se primjenjuje.

### Pupinov svitak
Pupinov najznačajniji pronalazak je u svijetu poznat pod imenom „Pupinova teorija“ (1896.) kojom je riješio problem povećanja dometa prostiranja telefonskih struja. Ovo otkriće omogućilo je otklanjanje štetnog djelovanja kapacitivnosti vodova koje je predstavljalo glavnu smetnju prijenosa signala na dužim rastojanjima, a manifestiralo se pojavom šuma. Problem je riješen postavljanjem induktivnih svitaka na strogo određenim razmacima duž vodova. Nacionalni institut za društvene znanosti odlikovao je Pupina zlatnom medaljom za ovaj izum.
Rješavajući mnoge probleme koji su se javljali u primjeni pupinizacije, Pupin je pronalazio nova rješenja u području primjene izmjenične energije. Godine 1899. razvio je teoriju umjetnih linija na kojima se zasniva matematička teorija filtera. Pupin je sugerirao i ideju negativne otpornosti i prvi je napravio indukcijski motor s većom brzinom od sinkrone. Dokazao je da se mogu dobiti neprekidne električne oscilacije ako se negativna otpornost unese u induktivno-kapacitivno kolo. Armstrong, njegov student u laboratoriju, proizveo je negativnu otpornost primjenom troelektrodne elektronske cijevi-triode. Koristeći ovaj svoj rad, Armstrong je kasnije pronašao visokofrekventni cijevni oscilator, na kome se zasniva suvremena radiotehnika.

## Popis patenata[1]
| Broj patenta | Naziv patenta                                                                   | Engleski naziv                                                                     | Nadnevak objavljivanja |
| ------------ | ------------------------------------------------------------------------------- | ---------------------------------------------------------------------------------- | ---------------------- |
| 519.346      | Stroj za telegrafske i telefonske prijenose                                     | Apparatus for telegraphic or telephonic transmission                               | 8. svibnja 1894.       |
| 519.347      | Transformator za telegrafske, telefonske ili druge električne sustave           | Transformer for telegraphic, telephonic or other electrical systems                | 8. svibnja 1894.       |
| 640.515      | Tehnika razvođenja električne energije pomoću izmjeničnih struja                | Art of distributing electrical energy by alternating currents                      | 2. siječnja 1900.      |
| 640.516      | Električni prijenos pomoću rezonantnih strujnih krugova                         | Electrical transmission by resonance circuits                                      | 2. siječnja 1900.      |
| 652.230      | Tehnika smanjenja slabljenja električnih valova i aparati za to                 | Art of reducing attenuation of electrical waves and apparatus therefore            | 19. lipnja 1900.       |
| 652.231      | Metoda smanjenja slabljenja električnih valova i aparati za to                  | Method of reducing attenuation of electrical waves and apparatus therefore         | 19. lipnja 1900.       |
| 697.660      | Stroj za namotavanje                                                            | Winding-machine                                                                    | 15. travnja 1902.      |
| 707.007      | Višestruka telegrafija                                                          | Multiple telegraphy                                                                | 12. kolovoza 1902.     |
| 707.008      | Višestruka telegrafija                                                          | Multiple telegraphy                                                                | 12. kolovoza 1902.     |
| 713.044      | Proizvodnja asimetričnih struja pomoću simetričnog elektromotornog procesa      | Producing asymmetrical currents from symmetrical alternating electromotive process | 4. studenog 1902.      |
| 768.301      | Bežični prijenos električnih signala                                            | Wireless electrical signalling                                                     | 23. kolovoza 1904.     |
| 761.995      | Aparat za smanjenje slabljenja električnih valova                               | Apparatus for reducing attenuation of electric waves                               | 7. lipnja 1904.        |
| 1.334.165    | Prijenos električnih valova                                                     | Electric wave transmission                                                         | 16. ožujka 1920.       |
| 1.336.378    | Antena s razdjeljenim pozitivnim otporom                                        | Antenna with distributed positive resistance                                       | 6. travnja 1920.       |
| 1.388.877    | Zvučni genetaror                                                                | Sound generator                                                                    | 3. prosinca 1921.      |
| 1.388.441    | Višestruka antena za prijenos električnih valova                                | Multiple antenna for electrical wave transmission                                  | 23. prosinca 1921.     |
| 1.415.845    | Selektivna impendacija koja se suprotstavlja primljenim električnim ocilacijama | Selective opposing impedance to received electrical oscillation                    | 9. svibnja 1922.       |
| 1.416.061    | Radioprijemni sustav visoke selektivnosti                                       | Radio receiving system having high selectivity                                     | 10. svibnja 1922.      |
| 1.456.909    | Valovod                                                                         | Wave conductor                                                                     | 29. svibnja 1922.      |
| 1.452.833    | Aparat za selektivno pojačavanje                                                | Selective amplifying apparatus                                                     | 24. travnja 1923.      |
| 1.446.769    | Aperiodični pilotni vod                                                         | Aperiodic pilot conductor                                                          | 23. veljače 1923.      |
| 1.488.514    | Selektivni aparat za pojačavanje                                                | Selective amplifying apparatus                                                     | 1. travnja 1923.       |
| 1.494.803    | Električno ugađanje                                                             | Electrical tuning                                                                  | 29. svibnja 1923.      |
| 1.503.875    | Radiofonski prijemnik                                                           | Tone producing radio receiver                                                      | 29. travnja 1923.      |

## Književnost
Pored patenata objavio je više desetaka znanstvenih rasprava i 1923. godine svoju autobiografiju na engleskom jeziku "From Immigrant to Inventor" za koju je 1924. godine dobio Pulitzerovu nagradu. Na srpskom jeziku objavljena je prvi put 1929. godine i to pod naslovom "S pašnjaka do naučenjaka". Pored ove knjige objavio je još dvije:
- Nova reformacija: od fizičke do duhovne stvarnosti (engl. The New Reformation: from physical to spiritual realities) (1927.)
- Romanca o stroju (engl. Romance of the Machine) (1930.)
- Serbian orthodox church, (South Slav, monuments) (1918.)

Ostali radovi koje je samostalno objavio:
- Thermodynamics of reversible cycles in gases and saturated vapors: Full synopsis of a ten weeks undergraduate course of lectures (1902.)

## Posebno priznanje
Institut elektronskih i elektrotehničkih inženjera svrstao ga je među pet najboljih profesora elektrotehnike svih vremena. Njegovi studenti su kasnije bili čuveni znanstvenici, izumitelji, a neki od njih dobitnici Nobelove nagrade.

U Americi je 1958. godine ustanovljeno odličje Medalja Mihajla Pupina koja se dodjeljuje svake godine za posebne zasluge, za doprinos nacionalnim interesima Amerike. Na popisu nositelja ovog priznanja nalazi se i J. Edgar Hoover (1961.) nekadašnji direktor američkog Federalnog istražnog ureda (FBI).

## Vanjske poveznice
- Životopis Mihajla Pupina u pdf formatu[neaktivna poveznica]
- Autobiografija "Sa pašnjaka do naučenjaka" (na srpskom jeziku)  Arhivirana inačica izvorne stranice od 9. prosinca 2008. (Wayback Machine)
- Elektrotehnički institut ˝Mihajlo Pupin˝ Beograd - internet prezentacija